# Cetatea Argamum - Orgame
Cetatea Argamum (după numele latin; în limba greacă antică Orgamè, în sursele bizantine Argamon, în sursele genoveze Orgame) este un sit arheologic situat în partea de est a județului Tulcea, pe teritoriul comunei Jurilovca, în locul numit Capul Doloșman, localizat la contactul dintre Podișul Babadagului și Limanul Razim care, în Antichitate, era un golf deschis al mării Negre (golful Argamon).
Cetatea a fost localizată pentru prima dată de istoricul Vasile Pârvan în anul 1916.

## Descriere
Situl arheologic se întinde pe circa 100 de hectare. Se identifică prin prezența unor ruine și a câtorva elemente arhitectonice: o poartă, zidul de apărare, câteva străzi, basilici paleocreștine și valuri de pământ.
Cea mai mare parte din cetate se afla încă sub pământ, necercetată, dar nu rareori săpată superficial de turiști și localnici, situl arheologic având o suprafață totală de aproape o sută de hectare.

## Istoric
Argamon este cea mai veche așezare de pe teritoriul românesc atestată într-un izvor antic, datând de la începutul secolului al VI-lea î.e.n.: Hecateu din Milet.
A fost întemeiată de coloniști greci veniți din Asia Mică, către mijlocul sec. VII î.e.n., și stabiliți atunci pe malul Mării Negre, azi malul limanului Razelm.

În secolul I după Hristos, cetatea a intrat sub stăpânirea romană, denumită de atunci încolo Argamum și fiind un port de escală al navigatorilor pe ruta Bizanț-Tyras. Timp de cinci veacuri, cetatea a continuat să prospere și să se dezvolte.
Legenda spune că este unul dintre locurile unde Argonauții s-au oprit în drumul lor spre patrie, după găsirea lânii de aur, când erau urmăriți de flota regelui Aetes (Uliul), tatăl Medeei.

## Cercetări arheologice
Cercetările au început în 1926, sub conducerea istoricului Paul Nicorescu, și au fost continuate ulterior de către alți istorici și arheologi.
Săpăturile arheologice au avut drept rezultat descoperirea vestigiilor aparținând diferitelor perioade istorice.
- Din perioada arhaică datează o impresionantă necropolă a cetății, urme de locuințe în zona de est a falezei și cuptoare artizanale pentru ceramică.
- Din perioada clasică datează un segment al zidului de incinta, edificii și alte cuptoare situate spre promontoriu și grupuri de morminte tumulare.
- Epocile elenistică târzie și romană timpurie sunt reprezentate prin unele vestigii păstrate dincolo de sistemul de apărare al cetății romano-bizantine.
- Aceasta din urmă avea o suprafață de aproximativ 2,6 ha, o formă aparent triunghiulară cu opt turnuri, șase contraforți (bastioane), două porți principale – pe laturile de vest și sud - și o poartă mică pe latura de sud.[1][14][16]

Au mai fost descoperite și alte vestigii unicate, fără a se identifica perioada din care provin: monede, vârfuri de săgeți confecționate din bronz, delfinași olbieni, lingouri de bronz sub forma mamiferelor marine... Delfinașii olbieni erau din bronz, folosiți ca monedă de schimb: au fost bătuți pentru prima dată în cetatea Olbia pontică. Aceștia, la fel ca și vârfurile de săgeți, nu îndeplineau numai un rol economic, ci includeau și un sens magico-religios, fiind ofrande.
Argamum și-a încetat existența în secolul V al erei noastre din două cauze: pe de-o parte nesiguranța datorată năvălirilor goților, hunilor, avarilor și slavilor, pe de altă parte închiderea golfului Argamon de cordonul litoral denumit insula Lupilor și transformarea sa în liman impropriu navigației corăbiilor mai mari. Se presupune că locuitorii s-au strămutat mai la sud, spre Histria, Tomis, Callatis sau Constantinopol.